# Foglalkozása: fejvadász (film)
A Foglalkozása: fejvadász / Gyilkosság rendelésre (eredeti cím: Wanted Dead or Alive)  1986-ban bemutatott bűnügyi film. Rendező Gary Sherman, főszereplő Rutger Hauer.  A történetben szereplő Nick Randall fejvadász „elődje” Josh Randall, akit Steve McQueen alakított az 1958-as Wanted: Dead or Alive tévésorozatban.

## Cselekménye
Los Angeles, USA, 1980-as évek.
Nick Randall fejvadász valamikor CIA-ügynök volt, de kilépett a testületből. Kisebb kaliberű, körözött bűnözők elfogásából él. Amikor robbanás történik egy Los Angeles-i moziban, ahol több mint százan meghalnak, egyik volt kollégája felkeresi Randallt a kikötőben horgonyzó hajóján, és felajánl neki 250 ezer dollárt, ha elfogja élve vagy halva, akit köröznek, egy veszélyes terroristát, Malak Al Rahimot. Ha még életben van Malak, amikor átadja, akkor további 50 ezer dollárt kap érte. Kollégája azonban nem említi azt a fontos tényt, hogy Randallt arra akarják felhasználni, hogy előcsalogassa Malakot a búvóhelyéről, a játszmában Randallt feláldozhatónak tekinti az FBI. Ugyanis Malak Al Rahim is keresi Randallt.
Nick Randall a hajóján él, amit szeretne felújítani ebből a pénzből és körülvitorlázni a vele a Földet. Randallnak néhány hónap óta barátnője van, akinek azonban nem mondta meg az igazi foglalkozását, a lány úgy tudja, hogy egy biztonsági szolgálatnál dolgozik.
Randall lerázza a nyomában loholó FBI-ügynököket és a nyomozást vezető hadnagyot figyelmezteti, hogy szálljanak le róla, mert egyedül akar dolgozni. Néhány nap alatt nagyobb haladást ér el, mint az FBI korábban. Randallt annyira gyorsan halad Malak megtalálásában, hogy az FBI szándékosan akadályozza egy mondvacsinált közlekedési ellenőrzéssel.  Hogy kiugrassák a nyulat a bokorból, Malik fülébe juttatják Randall tartózkodási helyét. Randall éppen lerázta az FBI-t a nyakáról, és régi barátját, a rendőrségnél dolgozó Danny Quintz hadnagyot kéri meg, tegyen úgy, mintha ő lenne Randall és menjen fel a hajójára. Quintz felveszi barátnője szőke parókáját és olyan kabátot húz, mint amilyet Randall szokott viselni – az álcázás tökéletes. Szerencsétlen dolog, hogy a hajót ekkor robbantja fel Malak egyik embere, a balesetben Danny Quintz és Randall barátnője, Terry meghal.
Mivel mindenki úgy tudja, hogy Randall meghalt, kicsit szabadabban mozoghat és előbb a robbantásért felelős személyt találja meg, majd magát Malakot is, akivel tűzpárbajt vívnak.
Végül bilincsben, egy kézigránáttal a szájában átadja Malakot az FBI-nak. Az elfogásért járó 250 ezer dollárt Danny Quintz barátnőjének utaltatja át. Mivel a fogoly életben van, neki még jár 50 ezer dollár, azonban Randall kihúzza a biztosítószeget, így a kézigránát leszakítja Malak fejét.

## Szereposztás
| Karakter                      | Színész           | Magyar hang (1. változat) | Magyar hang (2. változat) |
| ----------------------------- | ----------------- | ------------------------- | ------------------------- |
| Nick Randall                  | Rutger Hauer      | Mihályi Győző             | Mihályi Győző             |
| Malak Al Rahim                | Gene Simmons      | Gergely Róbert            | Galambos Péter            |
| Philmore Walker               | Robert Guillaume  | Beregi Péter              | Hankó Attila              |
| Terry                         | Mel Harris        | Csere Ágnes               |                           |
| Danny Quintz nyomozó          | William Russ      | Téri Sándor               | Incze József              |
| Louise Quintz                 | Susan MacDonald   |                           |                           |
| John Lipton                   | Jerry Hardin      | Szokolay Ottó             | Papp János                |
| Patrick Donoby                | Hugh Gillin       | Láng József               |                           |
| Dave Henderson                | Robert Harper     | Melis Gábor               |                           |
| Robert Aziz                   | Eli Danker        | Varga Tamás               |                           |
| Hasson                        | Joseph Nasser     |                           |                           |
| Jamilla                       | Suzanne Wouk      | Kocsis Mariann            |                           |
| Abdul Renza                   | Gerald Papasyan   |                           |                           |
| Amir                          | Nick Faltas       |                           |                           |
| Vegyi szakértő                | Hammam Shafie     |                           |                           |
| Charlie Higgins               | Tyler Tyhurst     | Rosta Sándor              |                           |
| Farnsworth                    | Dennis Burkley    | Csíkos Gábor              |                           |
| Mrs. Farnsworth               | Dee Dee Rescher   | Martin Márta              |                           |
| Mr. Morrison                  | R.J. Miller       | Harmath Imre              |                           |
| Vietnámi lány a vegyesboltban | Shere Thu Thuy    | Magda Gabi                |                           |
| Luis Sanchez                  | Jesse Aragon      | Harmath Imre              |                           |
| Nelson őrmester               | Jeffrey Josephson | Várkonyi András           |                           |

## Megjelenése
A film 2005. március 22-én jelent meg DVD-n.

## Bevételek
7 555 000 amerikai dollár.

## Fogadtatás
A filmkritikusok véleményét összegző Rotten Tomatoes 25%-ra értékelte 8 vélemény alapján.

## Forgatási helyszínek
- San Pedro, Los Angeles, USA

## Fordítás
Ez a szócikk részben vagy egészben  a   Wanted: Dead or Alive (film) című angol Wikipédia-szócikk fordításán alapul.  Az eredeti cikk szerkesztőit annak laptörténete sorolja fel. Ez a jelzés csupán a megfogalmazás eredetét és a szerzői jogokat jelzi, nem szolgál a cikkben szereplő információk forrásmegjelöléseként.